# Daisuke Suzuki
Daisuke Suzuki (鈴木 大輔 Suzuki Daisuke?), född 29 januari 1990, är en japansk fotbollsspelare som spelar för Gimnàstic de Tarragona.
Suzuki debuterade för Japans landslag den 25 juli 2013 i en 3–2-förlust mot Australien. I juli 2012 blev han uttagen i Japans trupp till fotbolls-OS 2012.